# ليديا سكوبليكوفا
ليديا سكوبليكوفا (Lidia Skoblikova) (الروسية: Ли́дия Па́вловна Ско́бликова) هي لاعبة أولمبية لرياضة تزلج سريع من الاتحاد السوفييتي. شاركت في الأولمبياد الشتوي في 1960–1964، وفازت بما مجموعه 6 ميداليات.

## الميداليات
| ذهب | فضة | برونز | المجموع |
| 6   | 0   | 0     | 6       |

## روابط خارجية
- ليديا سكوبليكوفا على موقع SpeedSkatingBase.eu (الإنجليزية)
- ليديا سكوبليكوفا على موقع SpeedSkatingNews.info (الإنجليزية)
- ليديا سكوبليكوفا على موقع SpeedSkatingStats.com (الإنجليزية)
- ليديا سكوبليكوفا على موقع اللجنة الأولمبية الدولية (الإنجليزية)
- ليديا سكوبليكوفا على موقع أوليمبيديا (الإنجليزية)